# Lightning Bolt Tour
Lightning Bolt Tour – siedemnasta trasa koncertowa grupy muzycznej Pearl Jam, w jej trakcie odbyło się pięćdziesiąt dziewięć koncertów.
1. 16 lipca 2013 - London, Kanada - Budweiser Gardens
2. 19 lipca 2013 - Chicago, Illinois, USA - Wrigley Field
3. 11 października 2013 - Pittsburgh, Pensylwania, USA - Consol Energy Center
4. 12 października 2013 - Buffalo, Nowy Jork, USA - First Niagara Center
5. 15 października 2013 - Worcester, Massachusetts, USA - DCU Center
6. 16 października 2013 - Worcester, Massachusetts, USA - DCU Center
7. 18 października 2013 - Brooklyn, USA - Barclays Center
8. 19 października 2013 - Brooklyn, USA - Barclays Center
9. 21 października 2013 - Filadelfia, Pensylwania, USA - Wells Fargo Center
10. 22 października 2013 - Filadelfia, Pensylwania, USA - Wells Fargo Center
11. 25 października 2013 - Hartford, Connecticut, USA - XL Center
12. 27 października 2013 - Baltimore, Maryland, USA - Baltimore Arena
13. 29 października 2013 - Charlottesville, Wirginia, USA - John Paul Jones Arena
14. 30 października 2013 - Charlotte, Karolina Północna, USA - Time Warner Cable Arena
15. 1 listopada 2013 - Nowy Orlean, Luizjana, USA - Voodoo Music + Arts Experience
16. 15 listopada 2013 - Dallas, Teksas, USA - American Airlines Arena
17. 16 listopada 2013 - Oklahoma City, Oklahoma, USA - Chesapeake Energy Arena
18. 19 listopada 2013 - Phoenix, Arizona, USA - Jobing.com Arena
19. 21 listopada 2013 - San Diego, Kalifornia, USA - Viejas Arena
20. 23 listopada 2013 - Los Angeles, Kalifornia, USA - Los Angeles Memorial Sports Arena
21. 24 listopada 2013 - Los Angeles, Kalifornia, USA - Los Angeles Memorial Sports Arena
22. 26 listopada 2013 - Oakland, Kalifornia, USA - Oracle Arena
23. 29 listopada 2013 - Portland, Oregon, USA - Rose Garden
24. 30 listopada 2013 - Spokane, Waszyngton, USA - Spokane Arena
25. 2 grudnia 2013 - Calgary, Kanada - Scotiabank Saddledome
26. 4 grudnia 2013 - Vancouver, Kanada - Rogers Arena
27. 6 grudnia 2013 - Seattle, Waszyngton, USA - KeyArena
28. 17 stycznia 2014 - Auckland, Nowa Zelandia - Western Springs Stadium
29. 19 stycznia 2014 - Gold Coast, Queensland, Australia - Metricon Stadium
30. 24 stycznia 2014 - Melbourne, Australia - Metricon Stadium
31. 26 stycznia 2014 - Sydney, Australia - Sydney Showgrounds
32. 31 stycznia 2014 - Adelaide, Australia - Bonython Park
33. 2 lutego 2014 - Perth, Australia - Claremont Showgrounds
34. 16 czerwca 2014 - Amsterdam, Holandia - Ziggo Dome
35. 17 czerwca 2014 - Amsterdam, Holandia - Ziggo Dome
36. 20 czerwca 2014 - Mediolan, Włochy - San Siro Stadium
37. 22 czerwca 2014 - Triest, Włochy - Stadio Nereo Rocco
38. 25 czerwca 2014 - Wiedeń, Austria - Wiener Stadthalle
39. 26 czerwca 2014 - Berlin, Niemcy - Wuhlheide
40. 28 czerwca 2014 - Sztokholm, Szwecja - Friends Arena
41. 29 czerwca 2014 - Oslo, Norwegia - Telenor Arena
42. 3 lipca 2014 - Gdynia, Polska - Open’er Festival
43. 5 lipca 2014 - Werchter, Belgia - Rock Werchter
44. 8 lipca 2014 - Leeds, Anglia - First Direct Arena
45. 11 lipca 2014 - Milton Keynes, Anglia - National Bowl
46. 1 października 2014 - Cincinnati, Ohio, USA - U.S. Bank Arena
47. 3 października 2014 - St. Louis, Missouri, USA - Scottrade Center
48. 5 października 2014 - Austin, Teksas, USA - Austin City Limits Music Festival
49. 8 października 2014 - Tulsa, Oklahoma, USA - BOK Center
50. 9 października 2014 - Lincoln, Nebraska, USA - Pinnacle Bank Arena
51. 12 października 2014 - Austin, Teksas, USA - Austin City Limits Music Festival
52. 14 października 2014 - Memphis, Tennessee, USA - FedExForum
53. 16 października 2014 - Detroit, Michigan, USA - Joe Louis Arena
54. 17 października 2014 - Moline, Illinois, USA - iWireless Center
55. 19 października 2014 - St. Paul, Minnesota, USA - Xcel Energy Center
56. 20 października 2014 - Milwaukee, Wisconsin, USA - BMO Harris Bradley Center
57. 22 października 2014 - Denver, Kolorado, USA - Pepsi Center
58. 25 października 2014 - Mountain View, Kalifornia, USA - Shoreline Amphitheatre
59. 26 października 2014 - Mountain View, Kalifornia, USA - Shoreline Amphitheatre